# Александр Цветков (шахіст)
Александр Цветков (болг. Александър Христов Цветков; нар. 7 жовтня 1914, Тополовград — 29 травня 1990, Софія) — болгарський шахіст, міжнародний майстер від 1950 року.

## Шахова кар'єра
Від середини 1930-х до середини 1950-х років належав до когорти провідних болгарських шахістів. Неодноразово брав участь у фіналі чемпіонату країни, завоювавши 8 медалей: шість золотих (1938, 1940, 1945, 1948, 1950, 1951) , а також дві срібні (1943, 1952). У 1939, 1954 і 1956 тричі (зокрема двічі на 1-й шахівниці) виступив у складі національної збірної на шахових олімпіадах. Також багато разів грав за національну збірну в міжнародних матчах.
1936 року переміг під час сеансу одночасної гри тодішнього віце-чемпіона світу Олександра Алехіна. Двічі брав участь у зональних турнірах (відбіркового циклу чемпіонату світу): Гілверсум 1947 (10-те місце) і Маріанські Лазні 1951 (поділив 13-14-те місце). 1964 року поділив 4-те місце на Меморіалі Рубінштейна в Поляниці-Здруй, ставши єдиним гравцем, який здолав переможця турніру, Анджея Філіповича.
1974 року був тренером болгарських шахісток під час шахової олімпіади в Медельїні, на якій вони здобули бронзові нагороди.
За даними ретроспективної рейтингової системи Chessmetrics, максимальну силу гри показував у грудні 1956 року, досягнувши 2552 очок займав тоді 99-те місце у світі.